# Mir Muhammad Masum
Mir Muhammad Masum conegut com a Nami (Bhakkar (Sind), meitat del s. XVI - ibídem, 1606/1607), fou un historiador del Sind del període mogol. Nascut a, fill d'un cap religiós, va viure un temps al Gujarat i va entrar al servei de l'emperador Akbar el Gran vers 1595/1596 rebent un mansab de 250. La seva tasca més important fou una missió diplomàtica a la cort d'Abbas I el Gran de Pèrsia. Va escriure una història islàmica del Sind anomenada Tarikh-i Sind.